# Priemstaartje
Het priemstaartje of pijlstaartje (Acisoma panorpoides) is een libellensoort uit de familie van de korenbouten (Libellulidae), onderorde echte libellen (Anisoptera).
Het priemstaartje staat op de Rode Lijst van de IUCN als niet bedreigd, beoordelingsjaar 2009. De soort komt voor in Afrika, Zuid-Europa, Zuid-Azië, het Midden-Oosten en landen in de Indische Oceaan.
De wetenschappelijke naam Acisoma panorpoides is voor het eerst geldig gepubliceerd in 1842 door Rambur.